# 白鸥大学女子短期大学部
白鸥大学女子短期大学部（日语：／ Hakuoh Daigaku Joshi Tankidaigakubu *），简称白鸥短大，是过去一所位于日本栃木县小山市的私立短期大学。前白鸥女子短期大学（日语：／ Hakuoh Joshi Tankidaigaku *）。

## 概要

### 简介
- 源流成立于1915年[1][2]。短期大学为于1974年开办[2]、由学校法人白鸥大学经营。招生到于2003年、停办于2006年[3]。

### 历史
- 1974年 白鸥女子短期大学成立并同时设置两个学科[2]。
  - 英语科（招生到于2000年、正式停办于2002年[3]）
  - 幼儿教育科第一部（正式停办于2005年[3]）
- 1976年 第二部成立于幼儿教育科[2]。
- 1980年 经营科成立（正式停办于2005年）[2]。
- 1982年 两个专攻成立于专科、以下列举[2]。
  - 幼儿教育专攻（停办于2004年[2]）
  - 经营专攻（停办于1997年[2]）
- 1996年 改校名为白鸥大学女子短期大学部[3]
- 2003年 招生最后、次年停止招生（正式停办于2006年9月12日[3]）。

### 宪章
- 请参看原白鸥大学女子短期大学部的标志 （页面存档备份，存于） （日語） 2014年3月3日阅览。

## 学校环境
- 校区：在了栃木县小山市[注 1]

## 历任校长
- 上冈た津：第一代短期大学校长[4]

## 组织

### 学科
- 英语科[注 2]
- 幼儿教育科
  - 第一部[注 3]
  - 第二部
- 经营科[注 3]

### 专科
| - 幼儿教育专攻 - 经营专攻 |

### 业余课程
| - 没有 |

### 附属学校
- 幼儿园：原白鸥女子短期大学附属幼儿园、成立于1976年[5]。

## 相关链接
- 日本短期大学列表